# Живорад Јевтић
Живорад Јевтић (Крушевац, 27. децембар 1943 — Београд, 8. август 2000) био је југословенски и српски фудбалер.

## Каријера
Јевтић је каријеру започео у Црвеној звезди, у коју је дошао 1956. године, а истицао се брзином и добром техником. За Црвену звезду дебитовао је 17. марта 1963. године, а до 26. јуна 1973. одиграо је 364 утакмице, од тога 157 првенствених и постигао укупно 9 голова. Са Црвеном звездом освојио је Куп маршала Тита, а 1969. године првенство Југославије. Године 1975. желео је да каријеру настави у Грчкој, али се због повреде након седам месеци вратио у Београд.
За омладинску репрезентацију Југославије од 1962 до 1963. године одиграо је 4 утакмице и 16 за први тим, за који је дебитовао 18. октобра 1964. године против репрезентације Источне Немачке на олимпијском турниру у Токију, а последњу утакмицу одиграо је 24. септембра 1969. године против репрезентације СССР-а у Београду. Са репрезентацијом Југославије учествовао је на Летњим олимпијским играма 1964. године.
Након што је завршио фудбалску каријеру, радио је као професионални тренер у стручном штабу Црвене звезде.